# Jefferson Lerma
Jefferson Andrés Lerma Solís (El Cerrito, Valle del Cauca, 25 de octubre de 1994) es un futbolista colombiano que juega como centrocampista en el Crystal Palace F. C. de la Premier League de Inglaterra. 

## Trayectoria

### Atlético Huila
Jefferson Lerma debutó oficialmente en el Club Atlético Huila el 30 de marzo del 2013, enfrentándose a Millonarios en el Estadio Guillermo Plazas Alcid. En total apareció en 26 partidos en su primera temporada como profesional.
Su primer gol lo consiguió en la tercera jornada de la Liga Postobón 2014 I, frente a Fortaleza. En ese mismo encuentro marcó el gol mil de la historia del Atlético Huila en el fútbol profesional, y consiguiendo hacer un doblete.

### Levante U.D.

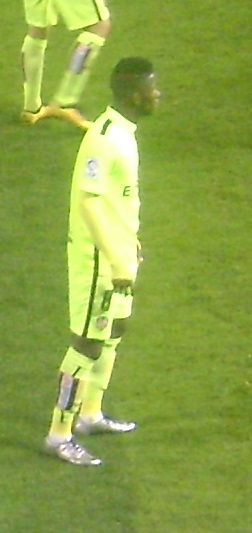
Jefferson Lerma con el Levante Unión Deportiva.

Para la temporada 2015/16 llega en calidad de cedido al Levante de España. En su contrato, existe una cláusula, de que si supera los 25 partidos, el club levantino tiene una opción de compra obligada de 900 000 euros

El 24 de agosto fue la presentación oficial en el club español. Debutaría el 30 de agosto por la segunda fecha de la liga entrando en el minuto 89 en el empate de su equipo contra Las Palmas. Su primer partido como titular fue en la cuarta fecha enfrentando al Barcelona.
Su primer gol sería el 7 de diciembre en el empate como visitante a un gol frente al Español.
El 15 de octubre de 2016 le daría la victoria a su equipo por 2 a 1 frente al Mallorca. El 21 de mayo de 2017 se coronaría campeón de la Segunda división en el empate a cero goles como visitantes frente a Tenerife. En el arranque de la temporada 2017/18 tuvo destacadas actuaciones en seis partidos disputados, todos como titular.

### AFC Bournemouth
El 7 de agosto de 2018 el Levante hizo oficial el traspaso del jugador al Bournemouth de la Premier League a cambio de 30 millones de €. Debuta como titular el 28 de agosto en la goleda 3 por 0 sobre Milton Keynes Dons por la Copa de la Liga de Inglaterra 2018-19. Su primer gol lo marca el 10 de noviembre en la derrota 2-1 en su visita al Newcastle United. En la última fecha de la Premier marca su segundo gol con el club en la derrota 5-3 contra Crystal Palace, al final sería la mejor contratación del club en la temporada.
Su primer gol de la temporada 2019-20 lo marcó el 29 de febrero en el empate a dos goles frente al Chelsea F. C. Al final sería titular indiscutido siendo una los mejores del club en la temporada pero descendiendo a la segunda división de Inglaterra.

El 12 de septiembre debuta como titular y con gol en la Championship en la victoria 3 por 2 sobre Blackburn Rovers marcando el segundo del partido, el 2 de octubre vuelve a marca gol en la victoria 3 por 1 como visitantes ante Coventry City.

### Cristal Palace
El 8 de junio de 2023 se anunció su fichaje por Crystal Palace a partir del 1 de julio y con un contrato hasta 2026.
El 17 de mayo del 2025 se consagraría campeón de la FA Cup ingresando en el segundo tiempo en la victoria por la mínima sobre el poderoso Manchester City teniendo así su primer título europeo.

## Selección nacional

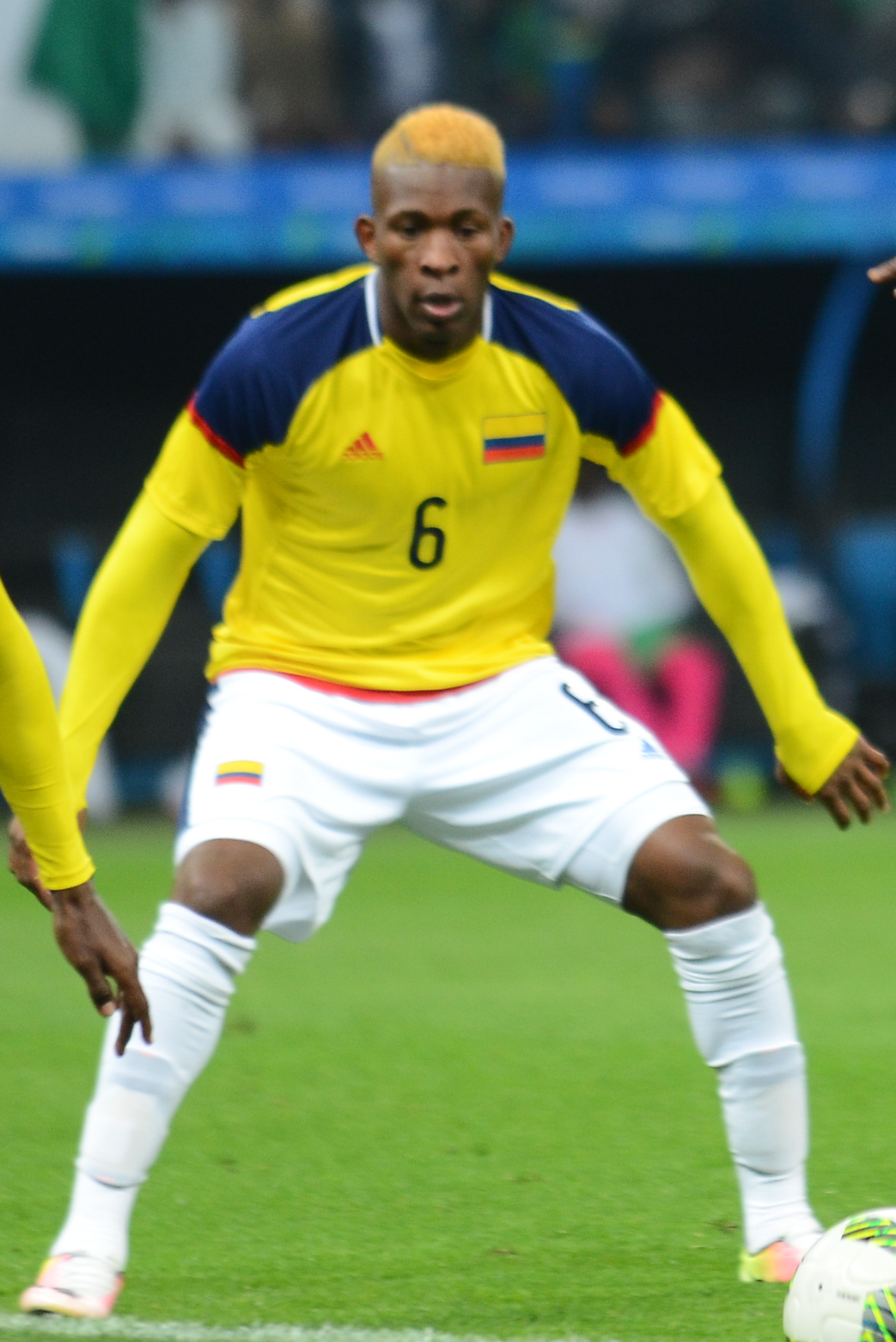
Lerma disputando los Juegos Olímpicos 2016.

### Selección sub-23
Jugaría los Juegos Olímpicos de Río de Janeiro 2016 con la selección sub-23 de Colombia en el que llegarían a los cuartos de final donde fueron eliminados por los locales.

#### Participaciones enJuegos Olímpicos
| Torneo                | Categoría | Sede                   | Resultado        | PJ | GA | Asis |
| --------------------- | --------- | ---------------------- | ---------------- | -- | -- | ---- |
| Juegos Olímpicos 2016 | Sub-23    | Río de Janeiro, Brasil | Cuartos de final | 3  | 0  | 0    |

### Selección absoluta
Su debut con selección se daría el 10 de noviembre de 2017 en la derrota 2 por 1 contra Corea del Sur entrando en el minuto 82 para sustituir a Stefan Medina, por los amistosos de preparación a Rusia 2018.
El 14 de mayo de 2018 fue incluido por el entrenador José Pekerman en la lista preliminar de 35 jugadores para disputar la Copa Mundial de 2018. Finalmente sería seleccionado en la lista de 23 jugadores, juega todos los partidos del mundial con Colombia debutando como titular en el primero contra Japón en la derrota 1-2, al final caerían eliminados en octavos de final por penales frente a Inglaterra (3-4).
El 30 de mayo queda seleccionado en la lista final de 23 jugadores que disputaran la Copa América 2019 en Brasil. Debutaría en la Copa el 15 de junio en la victoria 2-0 sobre Argentina dando la asistencia del segundo gol a Duván Zapata ingresando en el segundo tiempo por Juan Guillermo Cuadrado.
El 9 de octubre de 2020 debutó en las Eliminatorias a Catar 2022 como titular en el triunfo 3-0 sobre Venezuela. El 13 de octubre marcó su primer gol con la selección en el empate 2-2 frente a Chile.
Para la Copa América de 2024, Lerma fue seleccionado por Nestor Lorenzo para disputar el certamen. Fue titular en todos los partidos que jugó excepto en cuartos de final contra Panamá por una acumulación de tarjetas que previamente recibió en la fase de grupos. Marcó un gol de cabeza contra Paraguay en la primera fecha para hacer el 2-0. En la semifinal contra Uruguay, Lerma hizo el único tanto del partido tras un tiro de esquina cobrado por James Rodriguez, Lerma pudo rematar de cabeza y darle el paso a Colombia a la final. A pesar de ser titular en la Final de La Copa America, fue sustituido y quedándose con el segundo lugar después de perder contra la Selección Argentina.

#### Participaciones enEliminatorias al Mundial
| Eliminatoria                               | Sede del Mundial                | Posición               | Resultado  | PJ | GA | Asis |
| ------------------------------------------ | ------------------------------- | ---------------------- | ---------- | -- | -- | ---- |
| Eliminatorias Mundial de Catar 2022        | Catar                           | 6°lugar 23pts          | Eliminado  | 11 | 1  | 0    |
| Eliminatorias Mundial de Norteamérica 2026 | Estados Unidos, México y Canadá | 6°lugar 22pts          | En disputa | 12 | 0  | 0    |
| Total en Eliminatorias                     | Total en Eliminatorias          | Total en Eliminatorias | 0/1        | 23 | 1  | 0    |

#### Participaciones enCopas del Mundo
| Mundial               | Sede  | Resultado        | PJ | GA | Asis |
| --------------------- | ----- | ---------------- | -- | -- | ---- |
| Mundial de Rusia 2018 | Rusia | Octavos de final | 4  | 0  | 0    |

#### Participaciones enCopas América
| Torneo                 | Sede                   | Resultado              | PJ | GA | Asis |
| ---------------------- | ---------------------- | ---------------------- | -- | -- | ---- |
| Copa América 2019      | Brasil                 | Cuartos de final       | 2  | 0  | 1    |
| Copa América 2024      | Estados Unidos         | Subcampeón             | 5  | 2  | 0    |
| Total en Copas América | Total en Copas América | Total en Copas América | 7  | 2  | 1    |

#### Goles internacionales
| # | Fecha                 | Estadio                        | Rival    | Gol | Resultado | Competición                |
| - | --------------------- | ------------------------------ | -------- | --- | --------- | -------------------------- |
| 1 | 13 de octubre de 2020 | Nacional, Santiago, Chile      | Chile    | 0-1 | 2 - 2     | Clasificación Mundial 2022 |
| 2 | 24 de junio de 2024   | NRG, Houston, EEUU             | Paraguay | 1-0 | 2 - 1     | Copa América 2024          |
| 3 | 10 de julio de 2024   | Bank of America,Charlotte,EEUU | Uruguay  | 0-1 | 0 - 1     | Copa América 2024          |

## Estadísticas

### Clubes
Actualizado al último partido disputado el 25 de mayo de 2024.
| Club                            | Div.          | Temporada     | Liga  | Liga  | Copas nacionales | Copas nacionales | Copas internacionales | Copas internacionales | Total | Total |
| Club                            | Div.          | Temporada     | Part. | Goles | Part.            | Goles            | Part.                 | Goles                 | Part. | Goles |
| ------------------------------- | ------------- | ------------- | ----- | ----- | ---------------- | ---------------- | --------------------- | --------------------- | ----- | ----- |
| Atlético Huila · Colombia       | 1.ª           | 2013          | 24    | 0     | 2                | 0                | —                     | —                     | 26    | 0     |
| Atlético Huila · Colombia       | 1.ª           | 2014          | 37    | 4     | 7                | 1                | —                     | —                     | 44    | 5     |
| Atlético Huila · Colombia       | 1.ª           | 2015          | 23    | 2     | 0                | 0                | —                     | —                     | 23    | 2     |
| Atlético Huila · Colombia       | Total club    | Total club    | 84    | 6     | 9                | 1                | 0                     | 0                     | 93    | 7     |
| Levante U. D. · España          | 1.ª           | 2015-16       | 33    | 1     | 1                | 0                | ―                     | ―                     | 34    | 1     |
| Levante U. D. · España          | 2.ª           | 2016-17       | 30    | 2     | 1                | 0                | ―                     | ―                     | 31    | 2     |
| Levante U. D. · España          | 1.ª           | 2017-18       | 26    | 0     | 2                | 0                | ―                     | ―                     | 28    | 0     |
| Levante U. D. · España          | Total club    | Total club    | 89    | 3     | 4                | 0                | 0                     | 0                     | 93    | 3     |
| AFC Bournemouth Inglaterra      | 1.ª           | 2018-19       | 30    | 2     | 2                | 0                | ―                     | ―                     | 32    | 2     |
| AFC Bournemouth Inglaterra      | 1.ª           | 2019-20       | 33    | 1     | 0                | 0                | ―                     | ―                     | 33    | 1     |
| AFC Bournemouth Inglaterra      | 2.ª           | 2020-21       | 44    | 3     | 4                | 0                | ―                     | ―                     | 48    | 3     |
| AFC Bournemouth Inglaterra      | 2.ª           | 2021-22       | 34    | 1     | 0                | 0                | ―                     | ―                     | 34    | 1     |
| AFC Bournemouth Inglaterra      | 1.ª           | 2022-23       | 37    | 5     | 0                | 0                | ―                     | ―                     | 37    | 5     |
| AFC Bournemouth Inglaterra      | Total club    | Total club    | 178   | 12    | 6                | 0                | 0                     | 0                     | 184   | 12    |
| Crystal Palace F. C. Inglaterra | 1.ª           | 2023-24       | 28    | 1     | 3                | 0                | ―                     | ―                     | 31    | 1     |
| Crystal Palace F. C. Inglaterra | 1.ª           | 2024-25       | 33    | 0     | 9                | 0                | ―                     | ―                     | 42    | 0     |
| Crystal Palace F. C. Inglaterra | 1.ª           | 2025-26       | 0     | 0     | 1                | 0                | 0                     | 0                     | 1     | 0     |
| Crystal Palace F. C. Inglaterra | Total club    | Total club    | 61    | 1     | 13               | 0                | 0                     | 0                     | 74    | 1     |
| Total carrera                   | Total carrera | Total carrera | 412   | 22    | 32               | 1                | 0                     | 0                     | 444   | 23    |

### Selección
Actualizado al último partido disputado el 10 de junio de 2025.
| Selección           | Año   | Amistosos | Amistosos | Amistosos | Mundial/JJ.OO. | Mundial/JJ.OO. | Mundial/JJ.OO. | Continental | Continental | Continental | Total | Total | Total |
| Selección           | Año   | Part.     | Goles     | Asis.     | Part.          | Goles          | Asis.          | Part.       | Goles       | Asis.       | Part. | Goles | Asis. |
| ------------------- | ----- | --------- | --------- | --------- | -------------- | -------------- | -------------- | ----------- | ----------- | ----------- | ----- | ----- | ----- |
| Sub-23 · Colombia   | 2016  | —         | —         | —         | 3              | 0              | 0              | —           | —           | —           | 3     | 0     | 0     |
| Sub-23 · Colombia   | Total | —         | —         | —         | 3              | 0              | 0              | —           | —           | —           | 3     | 0     | 0     |
| Absoluta · Colombia | 2017  | 2         | 0         | 0         | —              | —              | —              | —           | —           | —           | 2     | 0     | 0     |
| Absoluta · Colombia | 2018  | 3         | 0         | 0         | 4              | 0              | 0              | —           | —           | —           | 7     | 0     | 0     |
| Absoluta · Colombia | 2019  | 8         | 0         | 0         | —              | —              | —              | 2           | 0           | 1           | 10    | 0     | 1     |
| Absoluta · Colombia | 2020  | —         | —         | —         | —              | —              | —              | 4           | 1           | 0           | 4     | 1     | 0     |
| Absoluta · Colombia | 2021  | —         | —         | —         | —              | —              | —              | 5           | 0           | 0           | 5     | 0     | 0     |
| Absoluta · Colombia | 2022  | 3         | 0         | 0         | —              | —              | —              | 2           | 0           | 0           | 5     | 0     | 0     |
| Absoluta · Colombia | 2023  | 2         | 0         | 0         | —              | —              | —              | 4           | 0           | 0           | 6     | 0     | 0     |
| Absoluta · Colombia | 2024  | 4         | 0         | 1         | —              | —              | —              | 9           | 2           | 0           | 13    | 2     | 1     |
| Absoluta · Colombia | 2025  | —         | —         | —         | —              | —              | —              | 4           | 0           | 0           | 4     | 0     | 0     |
| Absoluta · Colombia | Total | 22        | 0         | 1         | 4              | 0              | 0              | 30          | 3           | 1           | 56    | 3     | 2     |
| Total               | Total | 22        | 0         | 1         | 7              | 0              | 0              | 30          | 3           | 1           | 59    | 3     | 2     |

## Palmarés

### Títulos nacionales
| Título           | Club                 | País       | Año  |
| ---------------- | -------------------- | ---------- | ---- |
| Segunda División | Levante U. D.        | España     | 2017 |
| FA Cup           | Crystal Palace F. C. | Inglaterra | 2025 |
| Community Shield | Crystal Palace F. C. | Inglaterra | 2025 |